# Lev Alburt
Lev Osipovich Alburt é um jogador de xadrez ucraniano, campeão nacional da Ucrânia e dos Estados Unidos. Alburt venceu o campeonato ucraniano em 1974 e terminou em quinto e terceiro nas cinco tentativas de vencer o Campeonato de xadrez na URSS. Emigrou para os Estados Unidos em 1979, vencendo o campeonato nacional em 1984 e 1985.